# Sierra (Cantabria)
Sierra es una localidad del municipio cántabro de Ruiloba (España). En el año 2008 contaba con una población de 128 habitantes (INE), de los que 124 estaban en el núcleo de población y 4 diseminados. La localidad está situada a 2 km al noroeste de La Iglesia de Ruiloba, la capital municipal y a 104 m s. n. m.